# Gaspard Bauhin
Pour les articles homonymes, voir Bauhin.
Gaspard Bauhin (ou Caspard Bauhin), en latin : Casparus Bauhinus, né le 17 janvier 1560 à Bâle et mort le 5 décembre 1624, frère de Jean Bauhin, est un naturaliste suisse ayant été parmi les premiers à tenter de réaliser une classification naturelle des plantes.

## Biographie
Gaspard Bauhin suit ses études de médecine à Bâle et voyage beaucoup : Padoue, où il étudia sous le célèbre Jérôme Mercuriale, Bologne, Montpellier, Paris (où il suivit l'enseignement de Séverin Pineau) et Tübingen. Il obtient son titre de docteur en 1580.

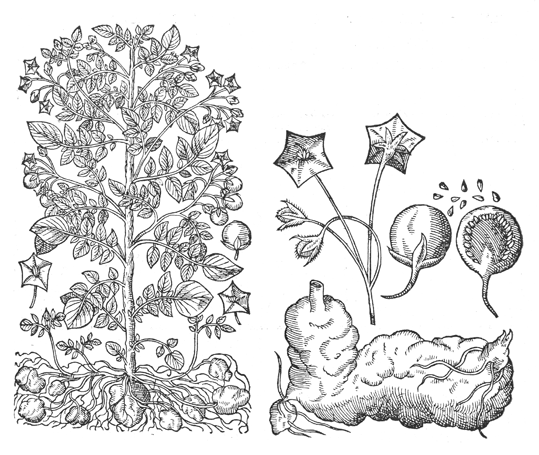
Illustration d'une pomme de terre extraite de Pinax Theatri Botanici.

En 1582, il est professeur de grec à l'université de Bâle et en 1588, de botanique et d'anatomie. Il exerce également la médecine dans cette même ville et devient le recteur et le doyen de son université. En 1614, il succède à Felix Platter à la chaire de médecine.
Ses travaux de botanique lui assurent une durable renommée. Pinax Theatri Botanici, seu Index in Theophrasti, Dioscoridis, Plinii, et botanicorum qui a seculo scripserunt opera (1596) (publié à Bâle, 1671, in-4) décrit 2 700 espèces. Il est le premier à parler précisément de la pomme de terre et la classe avec justesse dans la famille des Solanacées.
Dans Enumeratio plantarum ab herboriis nostro saeculo descriptarum cum corum differentiis (1620), Bauhin décrit 6 000 espèces, fruit de quarante ans d'observation et orné de 400 figures sur bois.
Bauhin réalise aussi plusieurs flores des environs de Bâle (Catalogue plantarum circa Basileum nascentium […], 1622) et s'occupe de la parution des travaux de Pierandrea Mattioli (1501-1577), en les augmentant. Gaspard Bauhin met en chantier un grand projet, intitulé Theatrum Botanicum, qui devait compter douze volumes mais il n'en termine que trois. Il paraîtra en 1628 grâce aux soins de son fils Jean-Gaspard.
Gaspard Bauhin publie également divers ouvrages sur l'anatomie, notamment Theatrum anatomicum infinitis locis auctum (1592) (publié à Francfort, 1605, réimprimé avec de grandes additions en 1621). Son Theatrum anatomicum a constitué la source principale de l’anatomie de Descartes, qui a pratiqué des dissections. L'anatomie doit à Bauhin quelques découvertes, entre autres celle de la valvule placée entre l'ileon et le colon (valvule de Bauhin).
Bauhin marque un tournant dans l'histoire de la botanique. Il ne se contente pas de reprendre et de commenter les anciens textes. Basé sur un véritable travail d'observation, son herbier contenait plus de 4 000 échantillons. Bauhin propose un embryon de classification, certes imparfait, et rompt avec le système alphabétique. Il propose un nom court, souvent constitué de deux mots, et qui préfigure le système binomial de Linné.
Le rôle de Caspar Bauhin comme précurseur des notions d'espèce, de genre et de famille est en fait beaucoup moins évident qu'il peut sembler à première vue à un historien de la biologie qui ignorait la classification populaire.

## Œuvres

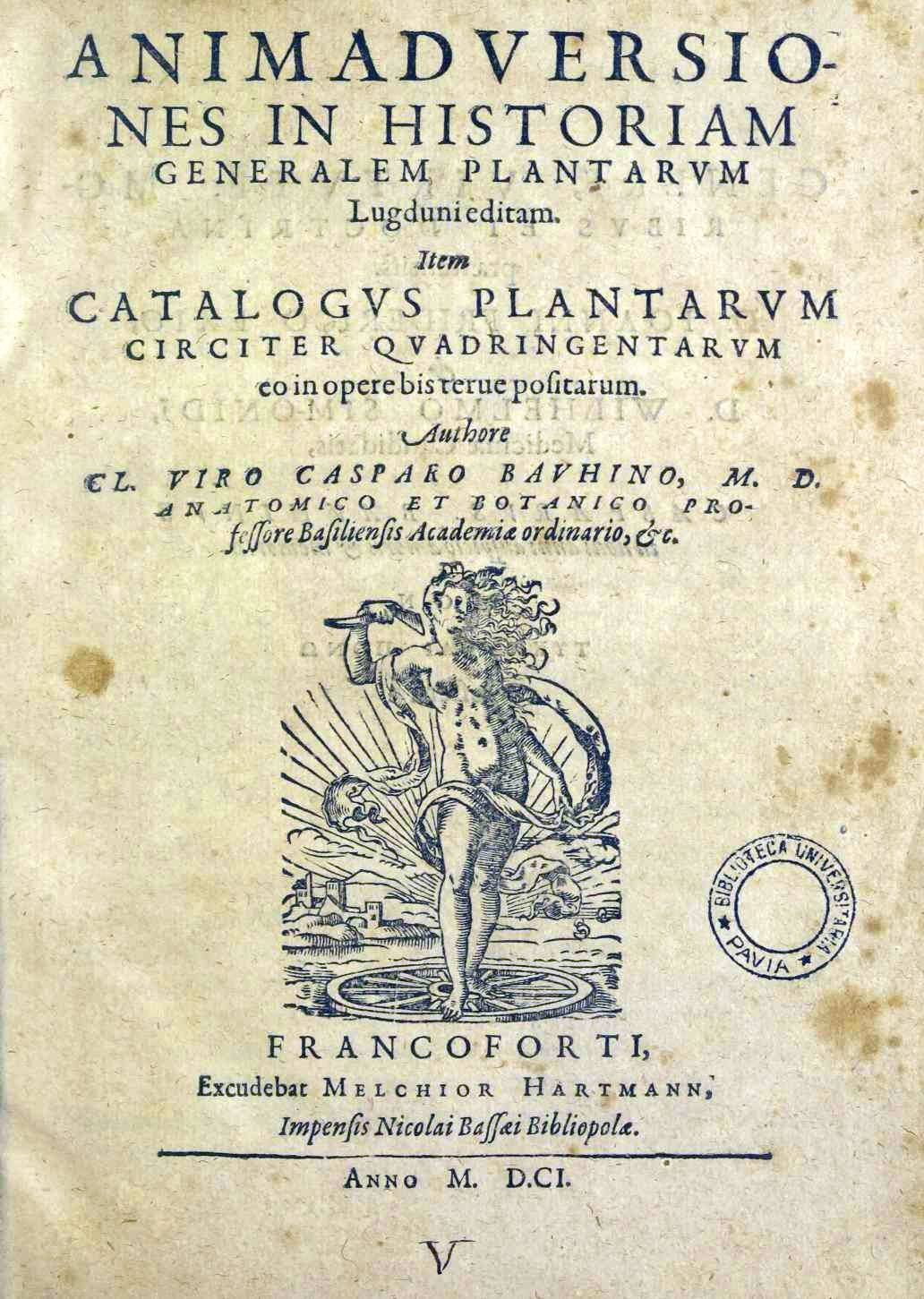
Animadversiones in historiam generalem plantarum, 1601

- Phytopinax 1596 Phytopinax seu enumeratio plantarum, Bâle, 1596.
- Theatrum BotanicumTheatrum Anatomicum, Francfort-sur-le-Main, 1605.
- Prodromus theatri botanici, 1620 — Introduction à son projet magnum opus.
- Pinax theatri botanici, Bâle, 1623.
- Histoire des plantes de l’Europe, et des plus usitées qui viennent d’Asie, d’Afrique, & de l’Amérique […], Lyon, 1671, 2 vol.

Charles Plumier lui a dédié le genre Bauhinia de la famille des légumineuses. Le nom fut ensuite confirmé par Linné, entrant ainsi dans la nomenclature scientifique actuelle sous son autorité.

## Gaspard Bauhin, nom latin, Casparus Bohinus
1. ↑  « Bauhin (Gaspard) », dans Dictionnaire historique de la médecine, ancienne et moderne, vol. 1, 1828, p. 312.
2. ↑  Annie Bitbol-Hespériès, Le principe de vie chez Descartes, Paris, Vrin, 1990 ; René Descartes, Le Monde, L’Homme, Introduction de Annie Bitbol-Hespériès, et présentation et traduction des planches d’anatomie tirées du Theatrum anatomicum de Bauhin qui éclairent le texte de L’Homme, Paris, Éditions du Seuil, 1996.
3. ↑  Jacquet P., « Chronique du passé : Gaspard Bauhin (1560-1623) », L'Orchidophile, revue de la Fédération France orchidées, no 110,‎ février 1994, p. 37
4. ↑  Scott Atran, Fondements de l'histoire naturelle, p. 68 "Éditions Complexe"